# سینه‌سرخ‌های دیگرگون
سینه‌سرخ‌های دیگرگون (نام علمی: Heteromyias) نام یک سرده از تیره سینه‌سرخ‌های استرالزی است.